# Deutscher Immobilienaktienindex
Der Deutsche Immobilienaktienindex (DIMAX) wird seit 1989 vom Bankhaus Ellwanger & Geiger aufgelegt.
Der DIMAX ist der erste umfassende Aktienindex deutscher Immobilien-AGs.
Der Begriff der Immobilien-AG ist nicht definiert, darunter können sich z. B. auch Brauereien und Industrieunternehmen befinden, deren Bedeutung allerdings heute in ihrem immobilienwirtschaftlichen Engagement liegt.
Der DIMAX ist ein sogenannter Privatindex. Voraussetzung für die Aufnahme in den DIMAX sind unter anderem, dass mindestens 75 % des Umsatzes und Ertrages aus dem Immobiliengeschäft stammen. Des Weiteren müssen die Aktien börsennotiert im amtlichen Handel, geregelten Markt oder geregelten Freiverkehr stammen.
Zu den großen Gesellschaften im DIMAX zählen unter anderem die GAGFAH S.A., die IVG Immobilien AG und die Deutsche EuroShop AG. 
Der DIMAX ist nicht mit dem Deutschen Immobilien Index (DIX) gleichzusetzen.